# Walter Carone
Walter Carone, né le 19 juillet 1920 à Gênes, et mort le 29 mai 1982, est un photojournaliste français, spécialisé dans les photographies de célébrités et ayant fait l’essentiel de sa  carrière à Paris Match.
Il a par ailleurs été un des membres fondateurs du magazine Photo.

## Biographie

### Jeunesse
Walter Carone naît en juillet 1920 à Gênes, où son père est photographe de quartier. La famille s'exile à Cannes, principalement en raison de « la misère et du fascisme ». Son père se spécialise dans les photographies de noces et banquets. Il forme son fils à la technique, souhaitant qu'il prenne sa relève.
Walter Carone réalise ses premières photos vers 15 ans, avec un Contax en 50 mm. Puis photographie les touristes sur la plage, pour leur vendre ses tirages. À l'arrivée de la deuxième guerre mondiale, il ferme son studio et devient photographe ambulant. Il rencontre une jeune femme de 16 ans qui deviendra sa femme en avril 1942 et actrice sous le nom de Monique Artur.
Déporté vers l'Allemagne à la suite d'une dénonciation, il parvient à s'enfuir avant la frontière.
En 1945, il monte à Paris équipé d’un Leica, de deux objectifs et de quelques bobines de film. Il économise pour pouvoir se procurer un Rolleiflex d'occasion, introuvable durant le dénuement de l'après-guerre.
La majorité de ses photos jusqu'au milieu des années 1950 seront réalisées avec un Rolleiflex.
Il est engagé par le journal France Dimanche. Il « disait qu'il y apprit à faire de l'« anti-portrait  ». » Il couvre plus de sept cents sujets en trois ans.
Pour Roger Thérond, « Walter Carone a lancé le néo-réalisme en photographie. »
Ses photos du docteur Marcel Petiot à son procès en 1946 font scandale.
Piges pour Cinévie, France Dimanche, Point de vue-Images du monde et Elle.
En 1948, il parvient à persuader Miss Roumanie 1948 de se laisser photographier intégralement nue.

### Paris Match
Remarqué par André Lacaze, chef des informations du futur Paris Match, il est engagé en janvier 1949 pour le premier numéro.
1950. Reportage sur l’acteur Michel Simon avec Catherine, sa guenon de 28 ans, faisant des poids et haltères.
1952. Série de Brigitte Bardot à 18 ans en justaucorps et bas résille sur le toit de l’immeuble où elle habite avec ses parents à Paris.
1956. Les photos du mariage de Grace Kelly avec le prince Rainier de Monaco.
Il effectue alors environ 200 reportages photographiques par an.
1956. Chef du service photo de Paris Match.
1957. Il en est nommé rédacteur en chef adjoint.
Il publie douze pages sur Khrouchtchev dans sa datcha des environs de Moscou.
Il se marie en secondes noces et a deux enfants (dont Bruno Carone, artiste musical, qui fut membre du groupe Stinky Toys dans les années 1970.)
1960-1963. Portraits de célébrités en couleurs : Catherine Deneuve et Roger Vadim, etc.
1968. Solidaire des journalistes qui veulent créer une Société de rédacteurs, il est licencié avec eux, ainsi que Roger Thérond, par Jean Prouvost.

### MagazinePhoto
Il crée alors avec Roger Thérond et André Lacaze, dans le cadre des publications Filipacchi, le mensuel Photo, le magazine « des professionnels au service des amateurs ».
Il travaille parallèlement pour plusieurs agences. Il initie Bettina Rheims à la photographie, qui l'assiste parfois.
Il en est nommé directeur de la rédaction en 1972.
Il lance en 1979 le magazine Photo Journal  avec Georges Bardawil, et publie l'ouvrage Le Portrait  l'année suivante avec Chenz.
Il meurt des suites d'un cancer en 1982.
En 1992, Serge Bramly lui consacre un livre, une biographie avec de nombreuses photos, dont plusieurs inédites.

## Publications
- Raymond Cartier, photographies de Walter Carone, Archipel des hommes : le Japon, coédition Paris-Match - Hachette, 1959
- Walter Carone et Chenz, Le Portrait , Denoël-Filipacchi, 1980